# Palais du baron de Archi
Le palais du baron est un château situé dans la ville d'Archi, province de Chieti, dans les Abruzzes.